# Cendea de Olza
Cendea de Olza (baskijski: Oltza Zendea) – gmina w Hiszpanii, w Nawarze, o powierzchni 41,25 km². W 2011 roku gmina liczyła 1785 mieszkańców.